# Freestyleskiën op de Olympische Winterspelen 1998
Freestyleskiën is een van de sporten die beoefend werden tijdens de Olympische Winterspelen 1998 in Nagano, Japan. 

## Heren

### Aerials
| rang   | sporter(s)          | land | punten |
| ------ | ------------------- | ---- | ------ |
| Goud   | Eric Bergoust       | USA  | 255.64 |
| Zilver | Sébastien Foucras   | FRA  | 248.79 |
| Brons  | Dmitri Dasjinski    | BLR  | 240.79 |
| 4      | Aleš Valenta        | CZE  | 232.25 |
| 5      | Britt Swartley      | USA  | 231.61 |
| 6      | Aleksandr Mikhailov | RUS  | 229.98 |
| 7      | Christian Rijavec   | AUT  | 227.60 |
| 8      | Aleksej Grisjin     | BLR  | 220.99 |

### Moguls
| rang   | sporter(s)        | land | punten |
| ------ | ----------------- | ---- | ------ |
| Goud   | Jonny Moseley     | USA  | 26.93  |
| Zilver | Janne Lahtela     | FIN  | 26.00  |
| Brons  | Sami Mustonen     | FIN  | 25.76  |
| 4      | Jean-Luc Brassard | CAN  | 25.52  |
| 5      | Lauri Lassila     | FIN  | 25.43  |
| 6      | Jesper Rönnbäck   | SWE  | 25.32  |
| 7      | Ryan Johnson      | CAN  | 25.25  |
| 8      | Stephane Rochon   | CAN  | 25.01  |

## Dames

### Aerials
| rang   | sporter(s)          | land | punten |
| ------ | ------------------- | ---- | ------ |
| Goud   | Nikki Stone         | USA  | 193.00 |
| Zilver | Xu Nannan           | CHN  | 186.97 |
| Brons  | Colette Brand       | SUI  | 171.83 |
| 4      | Tatjana Kozatsjenko | UKR  | 167.31 |
| 5      | Alla Tsoeper        | BLR  | 166.12 |
| 6      | Hilde Synnøve Lid   | NOR  | 160.18 |
| 7      | Guo Dandan          | CHN  | 159.74 |
| 8      | Julia Kljoekova     | UKR  | 153.15 |

### Moguls
| rang   | sporter(s)          | land | punten |
| ------ | ------------------- | ---- | ------ |
| Goud   | Tae Satoya          | JPN  | 25.06  |
| Zilver | Tatjana Mittermayer | GER  | 24.62  |
| Brons  | Kari Traa           | NOR  | 24.09  |
| 4      | Donna Weinbrecht    | USA  | 24.02  |
| 5      | Anne-Marie Pelchat  | CAN  | 23.95  |
| 6      | Minna Karhu         | FIN  | 23.83  |
| 7      | Aiko Uemura         | JPN  | 23.79  |
| 8      | Elizabeth McIntyre  | USA  | 23.72  |

## Medaillespiegel
| rang | land             | goud | zilver | brons | totaal |
| ---- | ---------------- | ---- | ------ | ----- | ------ |
| 1    | Verenigde Staten | 3    | 0      | 0     | 3      |
| 2    | Japan            | 1    | 0      | 0     | 1      |
| 3    | Finland          | 0    | 1      | 1     | 2      |
| 4    | China            | 0    | 1      | 0     | 1      |
| 4    | Duitsland        | 0    | 1      | 0     | 1      |
| 4    | Frankrijk        | 0    | 1      | 0     | 1      |
| 7    | Noorwegen        | 0    | 0      | 1     | 1      |
| 7    | Wit-Rusland      | 0    | 0      | 1     | 1      |
| 7    | Zwitserland      | 0    | 0      | 1     | 1      |
|      |                  | 4    | 4      | 4     | 12     |

Calgary 1988 · 
Albertville 1992 · 
Lillehammer 1994 · 
Nagano 1998 · 
Salt Lake City 2002 · 
Turijn 2006 · 
Vancouver 2010 · 
Sotsji 2014 · 
Pyeongchang 2018 · 
Peking 2022 
Lijst van olympische medaillewinnaars
Alpineskiën · Biatlon · Bobsleeën · Curling · Freestyleskiën · Kunstrijden · Langlaufen · Noordse combinatie · Rodelen · Schaatsen · Schansspringen · Shorttrack · Snowboarden · IJshockey